# Narsaq
Narsaq – miasto na południowym wybrzeżu Grenlandii (autonomiczne terytorium Danii), w gminie Kujalleq.

## Historia
W pobliskiej osadzie Qassiarsuk znajdują się ślady osadnictwa wikingów z około 1000 n.e. Osada Narsaq została założona w 1830. W 1959 Narsaq uzyskało status miasteczka. W Narsaq Museum znajduje się stała ekspozycja poświęcona historii regionu. W 1990 w mieście doszło do strzelaniny, w wyniku której zginęło 7 osób.

## Geografia i fauna

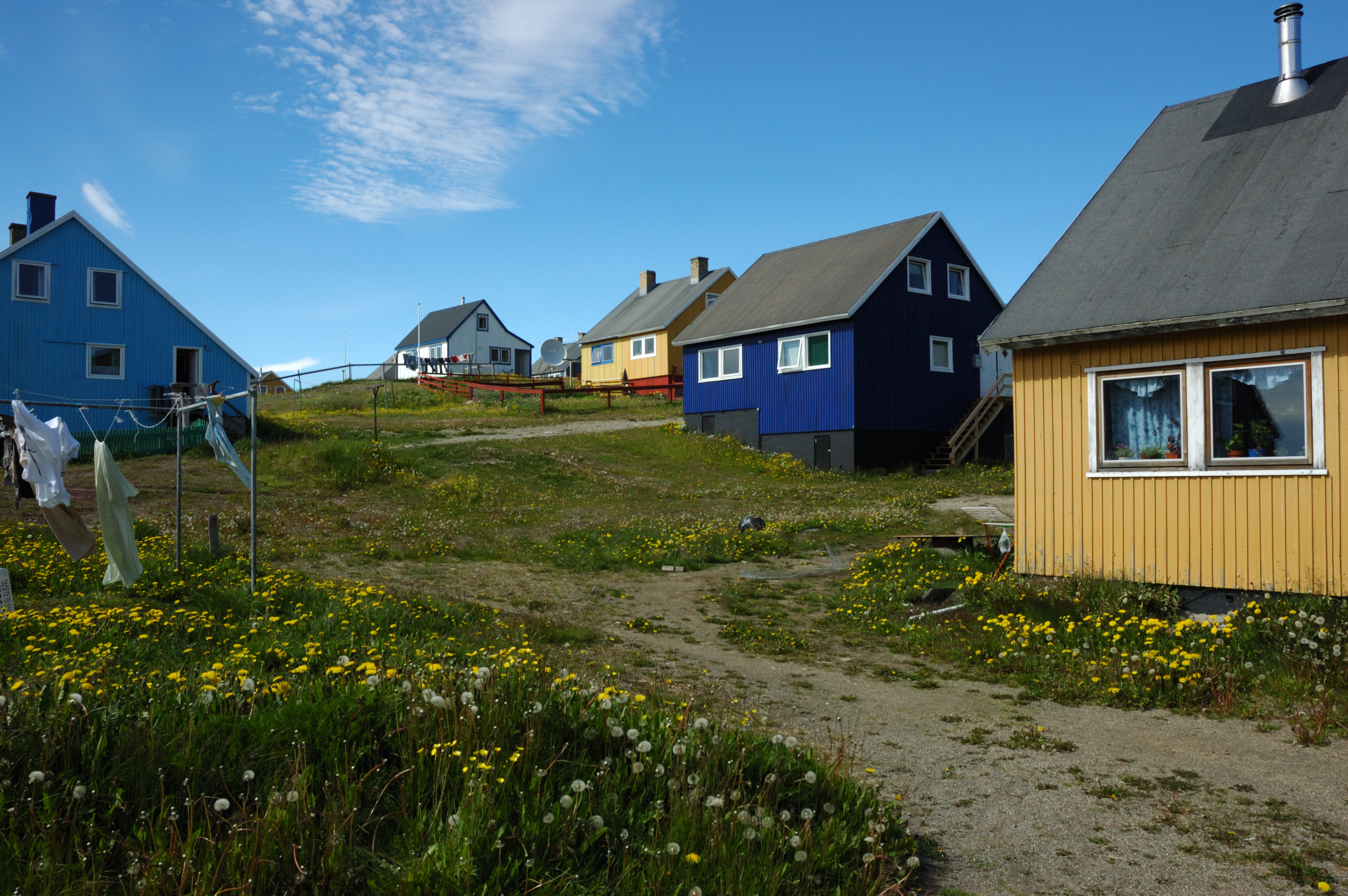
Domy w Narsaq

Miasto jest położone na równinnym terenie, w pobliżu fiordu Tunulliarfik. Od położenia na płaskim terenie pochodzi jego nazwa. W pobliskich wodach żyją płetwale karłowate, foki, pstrągi i łososie.

## Przemysł i gospodarka
Mieszkańcy Narsaq utrzymują się głównie z rybołówstwa. W okolicznych miejscowościach znajdują się także farmy owcze.

## Transport
W Narsaq znajduje się heliport. W pobliskiej miejscowości Narsarsuaq znajduje się również port lotniczy przyjmujący loty linii Air Greenland oraz Air Iceland z międzynarodowego portu lotniczego w Kangerlussuaq. Sezonowo kursują tu także statki pasażerskie obsługiwane przez linię Arctic Umiaq Line.

## Populacja
W 1959 liczba ludności wynosiła ok. 600 osób. W 1990 mieszkało tu 1811 osób. Według danych oficjalnych w marcu 2014 Narsaq liczyło 1514 mieszkańców.

## Klimat
Ze względu na położenie miasta prawie na samym południu Grenlandii panuje tam nieco łagodniejszy klimat, niż w innych częściach wyspy. Realne temperatury wahają się przeciętnie w granicach: ok. 4 °C do 11 °C w lipcu i sierpniu oraz ok. -10 °C do -2 °C w grudniu i styczniu. Według innych źródeł rozpiętość temperatur między latem a zimą może być wyższa. Na wybrzeżu przez większą część roku można obserwować pływające góry lodowe.